# Каскабулацький сільський округ (Таласький район)
Каскабула́цький сільський округ (каз. Қасқабұлақ ауылдық округі, рос. Каскабулакский сельский округ) — адміністративна одиниця у складі Таласького району Жамбильської області Казахстану. Адміністративний центр — село Каскабулак.
Населення — 963 особи (2021; 950 у 2009, 933 у 1999, 1401 у 1989).
Станом на 1989 рік існувала Каратауська сільська рада (села Караой, Каскабулак, Каратау), з 1993 року — окремо Каратауський сільський округ та Каскабулацький сільський округ. 1997 року Каскабулацький сільський округ був ліквідований та приєднаний до складу Каратауського сільського округу, однак 2004 року він був відновлений.